# Anna Maria Mussolini
Pour les articles homonymes, voir Mussolini (homonymie).
Anna Maria Mussolini, née le 3 septembre 1929 à Forlì et morte le 25 avril 1968 à Rome, est une animatrice de radio italienne. 
Elle est la plus jeune des enfants de Benito Mussolini et de Rachele Guidi. Atteinte de poliomyélite dans son enfance, elle épouse en 1960 l'artiste Giuseppe Negri (it), né en 1936, avec qui elle a deux filles, Silvia (1961) et Edda (1963). Survivante d'un cancer du sein pour lequel elle avait été opérée en 1966, elle succombe à la varicelle en avril 1968.